# Alex Van Gils
Alexis François J. Van Gils, detto Alex (10 ottobre 1926 – ...), è stato un cestista belga.

## Carriera
Ha disputato tre partite ai Giochi della XV Olimpiade, segnando 15 punti. Ha inoltre disputato i Campionati europei del 1951 e quelli del 1953.